# 秦皇岛市第一中学
秦皇岛市第一中学是中国河北省秦皇岛市的一所全日制高中，创建于1929年。

## 历史
- 1929年—1948年临榆县立秦皇岛中学校

- 1948年—1952年河北秦皇岛中学校

- 1952年—1958年河北秦皇岛第一中学校

- 1958年—1959年秦皇岛大学

- 1959年—1967年河北秦皇岛第一中学校

- 1967年—1977年秦皇岛工业技术玻璃厂中学

- 1978年—2010年秦皇岛市第一中学

- 2010年7月18日校址迁至秦皇岛经济技术开发区

## 内文出处
1. ↑  秦皇岛市教育局. . 学校名录. 秦皇岛教育.   [2015-03-03]. （原始内容存档于2015-04-02）.